# Phare du cap Peloro
Le phare du cap Peloro (en italien : Faro di Capo Peloro) est un phare situé sur le cap Peloro. Il se trouve sur le territoire de la commune de Messine en mer Méditerranée, dans la province de Messine (Sicile), en Italie.

## Histoire
Le premier phare a été construit en 1853, sur le détroit de Messine, puis reconstruit en 1884 et il a été fortement endommagé lors du Séisme du 28 décembre 1908 à Messine. Le phare a été désactivé de 1908 à 1930. Le phare original était une tour octogonale effilée de 42 mètres de haut avec galerie et lanterne. Restauré en 1930, sa hauteur a été raccourcie.
Le phare est entièrement automatisé et alimenté sur le réseau électrique à l'énergie solaire. Il est géré par la Marina Militare. Il possède un Système d'identification automatique pour la navigation maritime.

## Description
Le phare  se compose d'une tour octogonale en maçonnerie de 37 m de haut, avec galerie et lanterne, au-dessus une maison blanche de gardien d'un étage. La tour est blanche avec cinq bandes noires et le dôme de la lanterne est gris métallisé. Il émet, à une hauteur focale de 37 m, deux éclats verts toutes les 10 secondes. Sa portée est de 19 milles nautiques (environ 35 km) pour le feu vert et 13 milles nautiques pour le feu de réserve.
Il possède aussi un feu isophase secondaire qui émet, à une hauteur focale de 22 m un long éclat rouge de 2.5 secondes toutes les cinq secondes.
Identifiant : ARLHS : ITA-031 ; EF-2736 - Amirauté : E1806 - NGA : 9784 .

## Caractéristiques dufeu maritime
Fréquence : 10 secondes (G-G)
- Lumière : 0.2 seconde
- Obscurité : 2.3 secondes
- Lumière : 0.2 seconde
- Obscurité : 7.3 secondes

Fréquence : 5 secondes (R)
- Lumière : 2.5 secondes
- Obscurité : 2.5 secondes

|            |
| Cap Peloro |

|          |
| Le phare |

### Lien connexe
- Liste des phares de la Sicile